# 이한종
이한종(1985년 11월 25일 ~ )은 대한민국의 배우이다.

## 학력
- 경성대학교 연영과 휴학

## 출연작

### 영화
- 《싱글 인 서울》 (2023년) - 호텔리어 남 2 역
- 《소년들》 (2023년) - 완주 경찰서 형사 2 역
- 《1947 보스톤》 (2023년) - 선발전 기자 1 역
- 《스텔라》 (2022년) - 서 사장 수하 3 역
- 《이상한 나라의 수학자》 (2022년) - 국정원 요원 2 역
- 《결백》 (2020년) - 이 수사관 역
- 《히트맨》 (2020년) - 제이슨의 부하 3 역
- 《장사리: 잊혀진 영웅들》 (2019년) - 전마장교 역
- 《봉오동 전투》 (2019년) - 월강추격대 역
- 《극한직업》 (2019년) - 마포서 강력반 3 역 (첫 천만영화)
- 《눈을 감다》 (2017년) - 이충수 역
- 《인천상륙작전》 (2016년) - 박남철의 부하 3 역
- 《연평해전》 (2015년) - 박경수 하사 역
- 《창수》 (2013년) - 수행경호원 1 역
- 《회초리》 (2011년) - 남 훈사 역
- 《강철중: 공공의 적 1-1》 (2008년) - 짱 4 역

### 드라마
- 《드라마 스테이지 -  반야》 (tvN, 2019년)
- 《KBS 드라마 스페셜 - 세 여자 가출소동》 (KBS2, 2014년)
- 《당신이 잠든 사이》 (SBS, 2011년)
- 《짝패》 (MBC, 2011년)
- 《닥터 챔프》 (SBS, 2010년)
- 《아내가 돌아왔다》 (SBS, 2009년)
- 《사랑해, 울지마》 (MBC, 2008년)
- 《그들이 사는 세상》 (KBS2, 2008년)
- 《로맨스 헌터》 (tvN, 2007년)